# Begonte
Begonte és un municipi de la província de Lugo a Galícia. Pertany a la Comarca da Terra Chá.
| 6.541 | 6.335 | 6.963 | 4.753 | 3.682 |
| Fonts: INE i IGE (Els criteris de registre censal variaren i les dades de l'INE i de l'IGE poden no coincidir.) |       |       |       |       |

## Parròquies
| - Baamonde (Santiago) - Baldomar (San Xoán) - Begonte (San Pedro) - Bóveda (Santalla) - Carral (San Martiño) - O Castro (Santa María) - Damil (San Salvador) - Donalbai (San Cristovo) - Felmil (Santiago) - Gaibor (San Xiao) | - Illán (Santiago) - Saavedra (Santa María) - San Fiz de Cerdeiras (San Fiz) - San Martiño de Pacios (San Martiño) - San Vicente de Pena (San Vicente) - Santalla de Pena (Santalla) - Trobo (Santa María) - Uriz (Santo Estevo) - Virís (Santa Helena) |

## Arbre mil·lenari
A Baamonde, parròquia situada entre el concello de Guitiriz i la capitalitat del municipi de Begonte, viu un castanyer mil·lenari, que té tallat en el seu interior la Verge del Rosari. Aquesta obra és de l'escultor Victor Corral.